# スラン (フランス)
スラン （Soullans）は、フランス、ペイ・ド・ラ・ロワール地域圏、ヴァンデ県のコミューン。

## 歴史

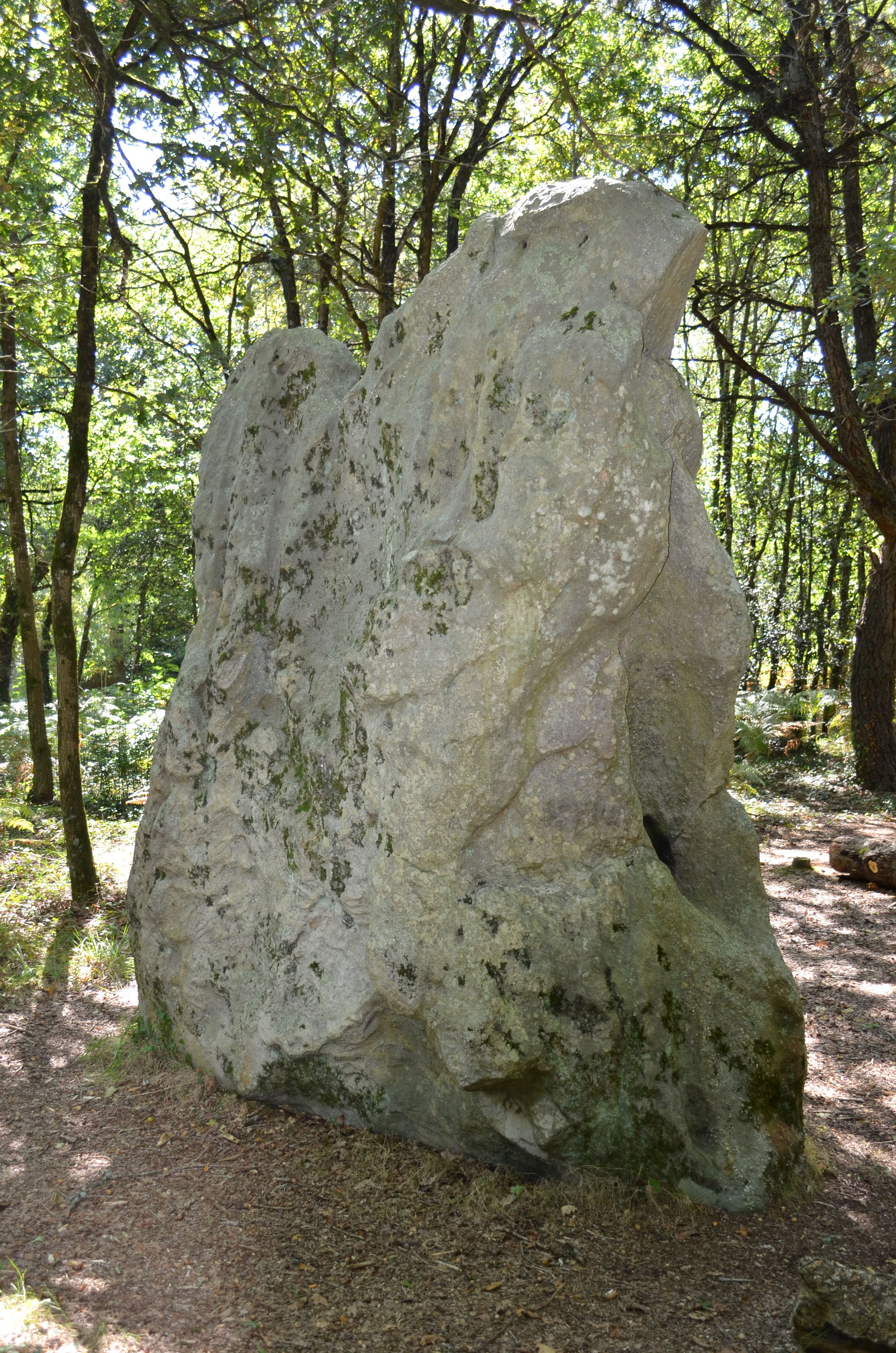
スランのメンヒル

16世紀にスランはスランドー（Soulandeau）と呼ばれ、城代が治める領地（シャテルニー、fr）であった。

## 人口統計
| 1962年 | 1968年 | 1975年 | 1982年 | 1990年 | 1999年 | 2008年 | 2013年 |
| ------ | ------ | ------ | ------ | ------ | ------ | ------ | ------ |
| 1929   | 1945   | 2272   | 2679   | 3045   | 3425   | 3981   | 4202   |

参照元:1962年から1999年まで人口の2倍カウントなし。1999年までEHESS/Cassini、2004年以降INSEE

### ノート
1. ↑  Réélu en 2008 et 2014.